# Caridina sphyrapoda
Caridina sphyrapoda is een garnalensoort uit de familie van de Atyidae. De wetenschappelijke naam van de soort is voor het eerst geldig gepubliceerd in 1993 door Liang & Zhou.